# Las Trece Rosas

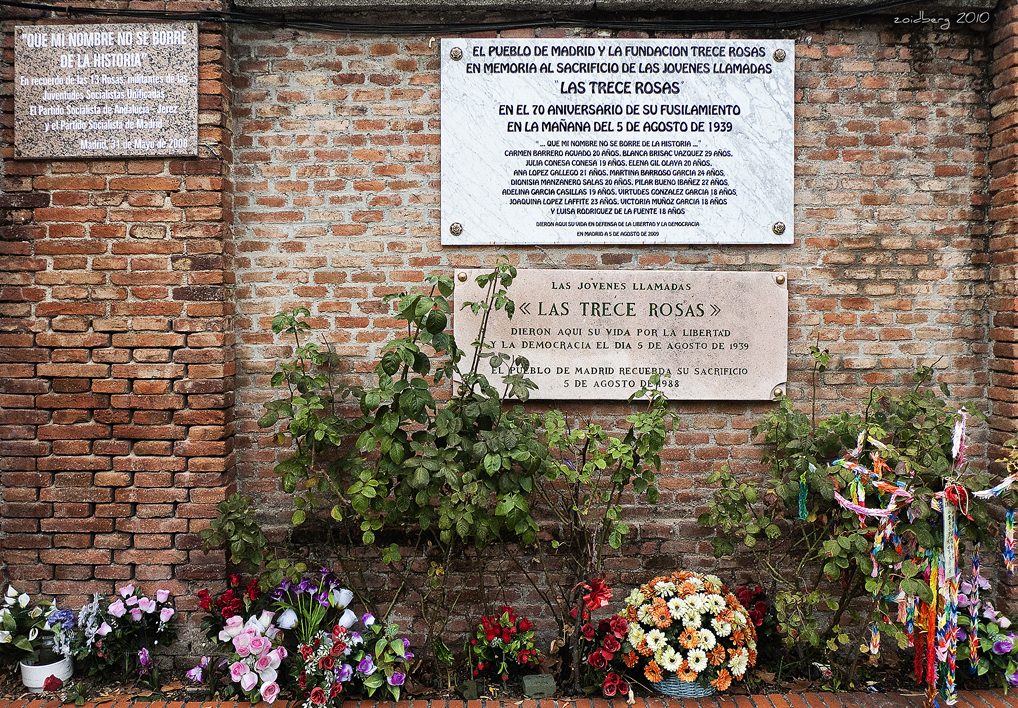
Gedenktafel an der Mauer des Friedhofs

Las Trece Rosas (die Dreizehn Rosen) ist der Name, der in Spanien einer Gruppe von dreizehn jungen Frauen gegeben wurde, die von einem Erschießungskommando Francos kurz nach Ende des spanischen Bürgerkrieges am 5. August 1939 hingerichtet wurden.
Ihre Exekution war Teil einer massiven Kampagne bekannt als saca de agosto, der insgesamt 43 junge Menschen zum Opfer fielen.

## Zugehörige Personen
Zu den dreizehn Rosen gehörten:
- Carmen Barrero Aguado (24 Jahre)
- Martina Barroso García (22 Jahre)
- Blanca Brissac Vázquez (29 Jahre)
- Pilar Bueno Ibáñez (27 Jahre)
- Julia Conesa Conesa (19 Jahre)
- Adelina García Casillas (19 Jahre)
- Elena Gil Olaya (20 Jahre)
- Virtudes González García (18 Jahre)
- Ana López Gallego (21 Jahre)
- Joaquina López Laffite (23 Jahre)
- Dionisia Manzanero Salas (20 Jahre)
- Victoria Muñoz García (19 Jahre)
- Luisa Rodríguez de la Fuente (18 Jahre)

Sieben der Opfer waren minderjährig – Volljährigkeit wurde damals mit 21 Jahren erreicht.

## Verhaftung und Verurteilung
Nach der Kapitulation Madrids vor den Truppen Francos und dem Ende des Bürgerkriegs versuchte das Madrider Provinzkomitee der Einheitlichen Sozialistischen Jugend (Juventudes Socialistas Unificadas) (eine Organisation, die aus der Fusion der Sozialistischen Jugend und der Kommunistischen Jugend hervorging) unter der Leitung des 21-jährigen José Peña Brea eine Reorganisation.
Er wurde verraten, verhaftet und gefoltert; unter Folter enthüllte er die Namen seiner Mitstreiter, was zu einer Welle von Verhaftungen von JSU-Mitgliedern in Madrid führte. Die Dreizehn Rosen waren unter den vielen JSU-Mitgliedern, die von der Polizei gefangen genommen und inhaftiert wurden. Während ihrer Inhaftierung im Frauengefängnis von Ventas wurden sie wiederholt gefoltert und gedemütigt, die Bedingungen im Gefängnis galten als unmenschlich und das Gefängnis als überfüllt. Sie wurden schließlich am 5. August 1939 durch ein Erschießungskommando an der Mauer des Ostfriedhofs (heute Cementerio de la Almudena) hingerichtet. Viele ihrer Kameraden im Gefängnis erinnern sich, dass sie, während sie von einem Lastwagen in den Tod gefahren wurden, die jugendlichen Gardisten (die Hymne der JSU) sangen, um von ihren im Gefängnis gebliebenen Kameraden gehört zu werden. Den Opfern wurde vorgeworfen, bei einer Militärrebellion geholfen und einen hochrangigen politischen Polizisten, seine 16 Jahre alte Tochter und seinen Fahrer ermordet zu haben.
Im Jahr 2005 wurde in Spanien eine Stiftung Fundación Trece Rosas gegründet, um ihr Andenken lebendig zu halten.

## Referenzen
- Jesús Ferrero, Las Trece Rosas, Madrid, Siruela, 2003
- Carlos Fonseca, Trece Rosas Rojas, Madrid, Temas De Hoy, 2004